# Gummi Tarzan (film)
Pour plus de détails, voir Fiche technique et Distribution.
Gummi Tarzan est un film danois réalisé par Søren Kragh-Jacobsen, sorti en 1981.

## Synopsis
Un jeune garçon dyslexique est victime de harcèlement scolaire.

## Fiche technique
- Titre : Gummi Tarzan
- Réalisation : Søren Kragh-Jacobsen
- Scénario : Hans Hansen et Søren Kragh-Jacobsen d'après le roman de Ole Lund Kirkegaard
- Musique : Kenneth Knudsen
- Photographie : Dan Laustsen
- Montage : Anders Refn
- Production : Bent Fabricius-Bjerre
- Société de production : Metronome Productions
- Pays de production :  Danemark
- Genre : Drame
- Durée : 89 minutes
- Date de sortie : 
  - Danemark : 16 octobre 1981

## Distribution
- Alex Svanbjerg : Ivan Olsen
- Otto Brandenburg : Ole, le conducteur de grue
- Peter Schrøder : le père d'Ivan
- Susanne Heinrich : la mère d'Ivan
- Jens Okking : le prof de sport

## Distinctions
Le film a reçu le prix de l'UNICEF à la Berlinale 1982.
Il a été nommé pour quatre Bodil et a reçu le prix du Meilleur film, du meilleur acteur pour Otto Brandenburg et du meilleur second rôle masculin pour Peter Schrøder.